# Concert per a oboè (Mozart)
El Concert per a oboè en do major, K. 314, és una composició de Wolfgang Amadeus Mozart. El va escriure la primavera o estiu de l'any 1777 per a l'oboista Giuseppe Ferlendis (1755-1802) de Bèrgam. Posteriorment, el 1778, Mozart va fer-ne un arranjament per a flauta, el Concert per a flauta núm. 2 en re major. La partitura original es va perdre, però s'ha pogut reconstruir a partir del concert per a flauta, ja que és un arranjament gairebé idèntic. És una obra àmpliament estudiada en els dos instruments, i és un dels concerts per a oboè més importants.

## Història
Durant els anys 1770 Mozart va estar a Salzburg, i el seu interès pels instruments de vent va créixer. Anteriorment ja havia escrit divertimenti per a oboès, fagots i trompes i diversos solos per a aquests instruments. Tot i això no va ser fins aquesta època que Mozart va escriure el Concert en si bemoll major per a fagot (1774) i seguidament el Concert en do major per a oboè.
Aquest concert va ser compost a Salzburg el 1777 per a l'oboista principal de la capella de l'arquebisbe, Giuseppe Ferlendis. Tot i això la data exacta de composició no se sap, ja que no se’n troba constància fins una carta de Leopold Mozart al seu fill del 15 d'octubre de 1777.
El 4 de novembre de 1777 Mozart escriu al seu pare des de Mannhein:
“... i l'oboista, el qual he oblidat el seu nom, però que toca remarcablement bé, i té un so agradable i delicat. Li he regalat el concert per a oboè; s'està copiant a l'habitació d'en Cannabich. L'home és salvatge amb delit. He tocat per a ell el concert avui a casa els Cannabich, i tot i que se sabia que era meu, ha agradat molt. Ningú diu que no està ben compost aquí, perquè la gent no hi entén d'aquestes coses.”
En aquesta altra carta, Mozart explica al seu pare que degut a la gran admiració que té per Frieddrich Ramm (oboista de la cort de Mannheim) decideix regalar-li el concert per oboè i Ramm, tal com diu Mozart en una carta al seu pare el 14 de febrer de 1778, convertí aquest concert en el seu “cavall de batalla”:
“El Sr. Ramm ha tocat (per un canvi) el meu concert per a Oboè per a Ferlendis per cinquè cop. Ha fet commoure a tothom i ara és el seu cavall de batalla”

## Instrumentació i estructura
La instrumentació és similar a la del Concert per a flauta núm. 1. La peça està orquestrada per a un conjunt estàndard de corda –violí I/II, viola i violoncel, amb el contrabaix que duplica la línia del baix–, dos oboès i dues trompes.
L'obra està dividida en tres moviments:
1. Allegro aperto
2. Adagio non troppo
3. Rondo: Allegretto